# José Manuel Velázquez
José Manuel Velázquez Rodríguez (Ciudad Bolívar, Estado Bolívar, 8 de septiembre de 1990) es un futbolista venezolano que juega como defensa en la U. D. Leiria de la Segunda División de Portugal.

## Selección nacional
Ha participado en 27 ocasiones con la selección de fútbol de Venezuela donde ha marcado 3 goles.
Jugó en cada nivel de la selección venezolana desde la sub-15 hasta la sub-20.
Fue convocado para el Campeonato Sudamericano Sub-20 de 2009 por la selección de fútbol sub-20 de Venezuela, siendo titular indiscutible en el equipo de César Farías. En la Copa Mundial de Fútbol Sub-20 de 2009, realizada en Egipto, fue titular en los 4 partidos que disputó Venezuela ante Nigeria, Tahití (donde marcó un gol a los 19'), España y Emiratos Árabes Unidos.
Debutó con la selección de mayores en Buenos Aires, el 28 de marzo de 2009 ante la selección de fútbol de Argentina, en un partido de las eliminatorias de Conmebol a la Copa Mundial de Fútbol de 2010. El partido que finalizó con un 4-0 a favor del local.
El 13 de mayo de 2009 marcó su primer gol internacional ante Costa Rica, partido escenificado en el Polideportivo Pueblo Nuevo de la ciudad de San Cristóbal en Venezuela que finalizó con un empate 1-1.

### Participaciones internacionales

#### Sudamericano Sub-15
| Copa                        | Sede    | Resultado    | Partidos | Goles |
| --------------------------- | ------- | ------------ | -------- | ----- |
| Sudamericano Sub-15 de 2005 | Bolivia | Primera fase | 4        | 2     |

#### Juegos Panamericanos
| Copa                         | Sede   | Resultado    | Partidos | Goles |
| ---------------------------- | ------ | ------------ | -------- | ----- |
| Juegos Panamericanos de 2007 | Brasil | Primera fase | 3        | 0     |

#### Sudamericano Sub-20
| Copa                        | Sede      | Resultado | Partidos | Goles |
| --------------------------- | --------- | --------- | -------- | ----- |
| Sudamericano Sub-20 de 2009 | Venezuela | 4.º lugar | 9        | 1     |

#### Copa Mundial Sub-20
| Mundial                          | Sede   | Resultado        | Partidos | Goles |
| -------------------------------- | ------ | ---------------- | -------- | ----- |
| Mundial de Fútbol Sub-20 de 2009 | Egipto | Octavos de final | 4        | 1     |

#### Eliminatorias mundialistas
| Eliminatorias     | Resultado  | Partidos | Goles |
| ----------------- | ---------- | -------- | ----- |
| Eliminatoria 2010 | 8.º lugar  | 4        | 0     |
| Eliminatoria 2014 | 6.º lugar  | 1        | 0     |
| Eliminatoria 2018 | 10.º lugar | 2        | 0     |

### Copa América
| Copa América            | Sede           | Resultado        | Partidos | Goles |
| ----------------------- | -------------- | ---------------- | -------- | ----- |
| Copa América Centenario | Estados Unidos | Cuartos de final | 3        | 1     |
| Copa América 2021       | Brasil         | Fase de grupos   | 1        | 0     |

### Goles internacionales
| Gol | Fecha               | Sede                                                 | Oponente       | Marcador | Resultado | Competencia             |
| --- | ------------------- | ---------------------------------------------------- | -------------- | -------- | --------- | ----------------------- |
| 1.  | 13 de mayo de 2009  | Polideportivo Pueblo Nuevo, San Cristóbal, Venezuela | Costa Rica     | 1 – 1    | 1 – 1     | Amistoso                |
| 2.  | 3 de junio de 2017  | Rio Tinto Stadium, Utah, Estados Unidos              | Estados Unidos | 1 – 0    | 1 – 1     | Amistoso                |
| 3.  | 13 de junio de 2017 | Estadio NRG, Houston, Estados Unidos                 | México         | 1 – 0    | 1 – 1     | Copa América Centenario |

## Clubes
| Club                        | País      | Año       | Juegos | Goles |
| --------------------------- | --------- | --------- | ------ | ----- |
| Guaros F. C.                | Venezuela | 2007-2008 | 14     | 0     |
| Deportivo Anzoátegui        | Venezuela | 2008-2009 | 32     | 4     |
| Villarreal C. F. "B"        | España    | 2009-2010 | 0      | 0     |
| Mineros de Guayana          | Venezuela | 2011-2012 | 40     | 2     |
| Panathinaikos               | Grecia    | 2012      | 17     | 1     |
| Mineros de Guayana          | Venezuela | 2013-2015 | 46     | 0     |
| F. C. Arouca                | Portugal  | 2015-2017 | 33     | 3     |
| Tiburones Rojos de Veracruz | México    | 2018      | 10     | 0     |
| Nacional                    | Paraguay  | 2019-2020 | 3      | 0     |
| Deportivo Táchira           | Venezuela | 2020-2021 | 10     | 0     |
| F. C. Arouca                | Portugal  | 2021-2023 | 25     | 3     |
| C. D. Santa Clara           | Portugal  | 2023-2024 | 9      | 1     |
| F. C. Alverca               | Portugal  | 2024-2025 | 15     | 1     |
| U. D. Leiria                | Portugal  | 2025-     |        |       |

## Palmarés

### Títulos nacionales
| Título                       | Club               | País      | Año     |
| ---------------------------- | ------------------ | --------- | ------- |
| Copa Venezuela               | Mineros de Guayana | Venezuela | 2011    |
| Torneo Apertura              | Mineros de Guayana | Venezuela | 2013    |
| Segunda División de Portugal | C. D. Santa Clara  | Portugal  | 2023-24 |